# Condado de Clark (Indiana)
O Condado de Clark é um dos 92 condados do estado americano de Indiana. A sede do condado é Jeffersonville, e sua maior cidade é Jeffersonville. O condado possui uma área de 974 km² (dos quais 3 km² estão cobertos por água), uma população de 96 472 habitantes, e uma densidade populacional de 99 hab/km² (segundo o censo nacional de 2000). O condado foi fundado em 1801.